# Dekalog, dwa
Dekalog, dwa (polonès: Decàleg, dos) és la segona part de Dekalog, la sèrie de pel·lícules dramàtiques dirigida pel director polonès Krzysztof Kieślowski per a televisió, connectada amb el segon imperatiu dels Deu Manaments: "No prendràs el nom del Senyor, el teu Déu en va."
Dorota Geller, una dona casada, s'enfronta a un dilema relacionat amb el pronòstic del seu marit malalt. El metge del seu marit, que creu en Déu, es fa jurar pel seu pronòstic, però s'equivoca.

## Argument
La Dorota és una dona en crisi. El seu marit Andrzej està morint a l'hospital i recentment ha descobert que esperava un fill amb el seu amant. Si el seu marit viu, haurà de desfer-se del fill de la culpa, però si ell mor, llavors la Dorota podrà començar una nova vida amb el seu amant.
El metge cap de l'hospital que atén el marit de la Dorota també és el seu veí (tots dos viuen als mateixos edificis grisos que es veuen al Decàleg 1). Dorota pressiona el metge perquè s'assabenti del futur del seu marit, per tal de guiar la seva elecció de continuar o no amb l'embaràs. En sentir que l'Andrzej s'acosta a la seva fi, la Dorota insisteix: "M'has de jurar".
El metge és un home que viu sol, juntament amb unes quantes plantes i un canari. Les seves úniques relacions interpersonals semblen ser les amb la seva dona de la neteja, una dona a qui explica episodis del seu passat. Ara aquest home solitari, que diu que va perdre tota la seva família en un sol dia durant un atemptat, es troba davant la responsabilitat d'una altra família, la de Dorota. Després de diverses vicissituds, el metge de capçalera, de fet, aconsellarà a Dorota que no avorti, que vegi el seu embaràs fins al final. Jura a la dona que el seu marit s'ha deteriorat tant que no hi ha cap possibilitat de sobreviure.
La Dorota segueix el seu consell, però al cap d'un temps el seu marit es recupera. Així ho demostra l'escena d'una abella que, amb molta dificultat, aconsegueix sortir d'un got de suc i tornar a volar (l'aigua és un element recurrent al Decàleg). Andrzej, recuperat, agraeix al metge cap i li fa saber que ell i la seva dona Dorota estan esperant un fill...
El director no deixa clar si el metge va mentir per salvar el fill de Dorota, tenint en compte els seus propis fills perduts en el passat, o si realment creia que Andzej s'estava morint. A partir de l'expressió final del metge cap, però, sembla raonable inclinar-se cap a la primera hipòtesi.

## Tema
El segon manament tracta sobre la santedat de la parla, on els noms són fonamentals per a la identitat i l'elecció moral, i la importància de la paraula en la vida humana. Cal destacar que el nom del metge mai es revela a l'episodi. Altres dilemes morals o ètics dels personatges d'aquesta pel·lícula són l'assassinat i el càstig, i la naturalesa i la relació d'amor i passió.

## Repartiment
- Krystyna Janda - Dorota
- Aleksander Bardini - el doctor
- Olgierd Łukaszewicz - Andrzej
- Artur Barciś - ajudant de laboratori/medicament hospitalari
- Stanisław Gawlik - carter Wacek
- Krzysztof Kumor - ginecòleg
- Krystyna Bigelmajer - infermera
- Karol Dillenius - pacient a l'habitació de l'hospital d'Andrzej
- Jerzy Fedorowicz - Janek, amic d'Andrzej

Actors d'altres episodis interpretant diferents papers:
- Krystyna Bigelmajer
- Ewa Ekwinska
- Piotr Siejka
- Aleksander Trąbczyński

## Adaptacions
La pel·lícula Dwando del 2009 en bengalí dirigida per Suman Ghosh es basa en aquesta pel·lícula, amb Ananya Chatterjee fent d’esposa, Kaushik Sen com el marit, i Soumitra Chatterjee fent de doctor.